# Scotiomyia opercula
Scotiomyia opercula är en tvåvingeart som beskrevs av Wei 2006. Scotiomyia opercula ingår i släktet Scotiomyia och familjen styltflugor. Inga underarter finns listade i Catalogue of Life.